# João Mascarenhas, marquês de Gouveia
João Mascarenhas, 4º marquês de Gouveia e 7º conde de Santa Cruz, foi o filho primogénito de D. Martinho Mascarenhas e Inácia Rosa de Távora. Sucedeu ao pai no cargo de mordomo-mor e em todos os vínculos, alcaidarias-mores e comendas de sua Casa.
Casou em Espanha em 15 de outubro de 1718 com D. Teresa de Moscoso y Aragón, viúva de D. Manuel Pimentel, marquês de Malpica em Espanha, filha de Luís de Moscoso Osório Mendoza y Rojas, marquês de Almazan y Poza, e de sua esposa D. Angela de Aragón. Não tiveram filhos. 
Estando casado, perdeu-se de amores por Maria da Penha de França de Mendonça, dama do Paço e esposa de D. Lourenço de Almada, e com ela fugiu em 1724 para a Galiza e aí em Tui tentaram se esconder. Como o crime era gravíssimo e punido com as mais severas penas, D. João de Mascarenhas não pôde permanecer em Espanha e viu-se também impossibilitado de voltar ao reino. Maria da Penha de França recolheu-se a um convento, indicado pelo bispo de Tui, regressando depois a Portugal e acabando por ser aceite pelo marido. 
No entretanto, D. João foi obrigado a manter-se no estrangeiro e partiu para a Inglaterra.. E, pela dificuldade em se sustentar fora de Portugal, vendeu aos ingleses a Ilha de Santo Antão, em Cabo Verde, da qual era donatário. Algo que D. João V não aceitou, chegando a mandar tropas para lá e expulsar o seu feitor.
Em 1741, acabou por renunciar à sua casa e títulos em favor de seu irmão D. José Mascarenhas da Silva e Lencastre,, que mais tarde adicionou aos seus títulos o de Duque de Aveiro.
Diz Nobreza de Portugal, tomo II, p. 642, que andou «refugiado pelo Mundo sem parte certa», depois de renunciar a seus direitos em favor do irmão, para não sofrer os rigores da lei. De Inglaterra tinha primeiramente passado a Espanha, onde a sua mulher legítima se juntou a ele. Seguidamente passou a Itália, acabando por fixar-se em Veneza. Nunca regressou a Portugal, devido também à condenação à morte do seu irmão Duque de Aveiro em 1759 e à extinção dos títulos e casas de Gouveia e Aveiro, na sequência do atentado de 3 de setembro de 1758 contra a vida do rei D. José.